# Campeonato de Primera División B 1928 (Argentina)
El Campeonato de Primera División B 1928 fue la segunda temporada de la Primera División Sección B y la trigésima de la segunda categoría del fútbol argentino en la era amateur. Debido a la duración de la temporada anterior de Primera División, el certamen dio inicio recién el 15 de abril de 1928, y finalizó el 14 de julio de 1929.
Los nuevos participantes fueron Unión, Gutenberg y San Telmo, campeón y promovidos de División Intermedia.
El torneo coronó campeón a Colegiales, tras vencer por 5 a 0 a Unión en Caseros por la fecha 28, que fue la última disputada del certamen, obteniendo el ascenso a Primera División — Sección A.

## Ascensos y descensos
| Pos. | Ascendidos a Primera División 1928 |
| ---- | ---------------------------------- |
| 1.°  | El Porvenir                        |
| 2.°  | Argentino de Banfield              |

| Descendidos de Primera División 1927 |
| ------------------------------------ |
| No hubo                              |

| Pos.  | Ascendidos de División Intermedia 1927 |
| ----- | -------------------------------------- |
| 1.°   | Unión                                  |
| Prom. | Gutenberg                              |
| Prom. | San Telmo                              |

| Descendidos a División Intermedia 1928 |
| -------------------------------------- |
| No hubo                                |

El número de equipos aumentó a 19.

## Sistema de disputa
Los equipos se enfrentaron bajo el sistema de todos contra todos a 2 ruedas. El mejor equipo del torneo se consagró campeón y obtuvo el ascenso. El certamen tuvo una disputa irregular: a pesar de ser de sólo 38 fechas, se extendió su disputa hasta mediados de julio de 1929, y varias fechas fueron saltadas y disputadas al final del certamen.

## Equipos participantes
| Equipo             | Ciudad        |
| ------------------ | ------------- |
| All Boys           | Buenos Aires  |
| Alvear             | Buenos Aires  |
|                    | Buenos Aires  |
| Balcarce           |               |
| Boca Alumni        | Dock Sud      |
| Colegiales         | Florida Oeste |
| Del Plata          | Buenos Aires  |
| Dock Sud           | Dock Sud      |
| El Porvenir        | Gerli         |
| General San Martín | San Martín    |
| Gutenberg          | La Plata      |
| Honor y Patria     | Bernal        |
| Nacional           | Adrogué       |
| Nueva Chicago      | Buenos Aires  |
| Palermo            | Buenos Aires  |
| Progresista        | Gerli         |
| San Telmo          | Buenos Aires  |
| Sportsman          | Buenos Aires  |
| Temperley          | Temperley     |
| Unión              | Caseros       |
| Universal          | Buenos Aires  |

## Tabla de posiciones
| Pos. | Equipo             | Pts. | J  | G  | E  | P  | GF | GC | DG  |
| ---- | ------------------ | ---- | -- | -- | -- | -- | -- | -- | --- |
| 1.°  | Colegiales         | 55   | 36 | 22 | 11 | 3  | 65 | 24 | 41  |
| 2.°  | Temperley          | 51   | 36 | 20 | 11 | 5  | 63 | 32 | 31  |
| 3.°  | All Boys           | 49   | 36 | 20 | 9  | 7  | 67 | 33 | 34  |
| 4.°  | Dock Sud           | 46   | 35 | 21 | 4  | 10 | 56 | 33 | 23  |
| 5.°  | Honor y Patria (B) | 41   | 36 | 19 | 3  | 14 | 58 | 39 | 19  |
| 6.°  | San Telmo          | 39   | 36 | 18 | 3  | 15 | 40 | 29 | 11  |
| 7.°  | Nueva Chicago      | 38   | 36 | 15 | 8  | 13 | 45 | 45 | 0   |
| 8.°  | Balcarce           | 37   | 36 | 14 | 9  | 13 | 40 | 33 | 7   |
| 9.°  | Gutenberg          | 33   | 36 | 12 | 9  | 15 | 56 | 53 | 3   |
| 10.° | Boca Alumni        | 33   | 36 | 12 | 9  | 15 | 33 | 36 | -3  |
| 11.° | Unión              | 32   | 36 | 11 | 10 | 15 | 32 | 46 | -14 |
| 12.° | Sportsman          | 32   | 36 | 13 | 6  | 17 | 37 | 64 | -27 |
| 13.° | Nacional (A)       | 30   | 35 | 9  | 12 | 14 | 42 | 43 | -1  |
| 14.° | General San Martín | 30   | 36 | 10 | 10 | 16 | 43 | 50 | -7  |
| 15.° | Del Plata          | 30   | 36 | 11 | 8  | 17 | 40 | 56 | -16 |
| 16.° | Progresista        | 29   | 36 | 11 | 7  | 18 | 42 | 54 | -12 |
| 17.° | Palermo            | 27   | 36 | 9  | 9  | 18 | 41 | 66 | -25 |
| 18.° | Retiro             | 26   | 36 | 9  | 8  | 19 | 34 | 59 | -25 |
| 19.° | Alvear             | 22   | 36 | 8  | 6  | 22 | 20 | 60 | -40 |

|  | Campeón. Ascendió a Primera División. |